# Efecte Rashba

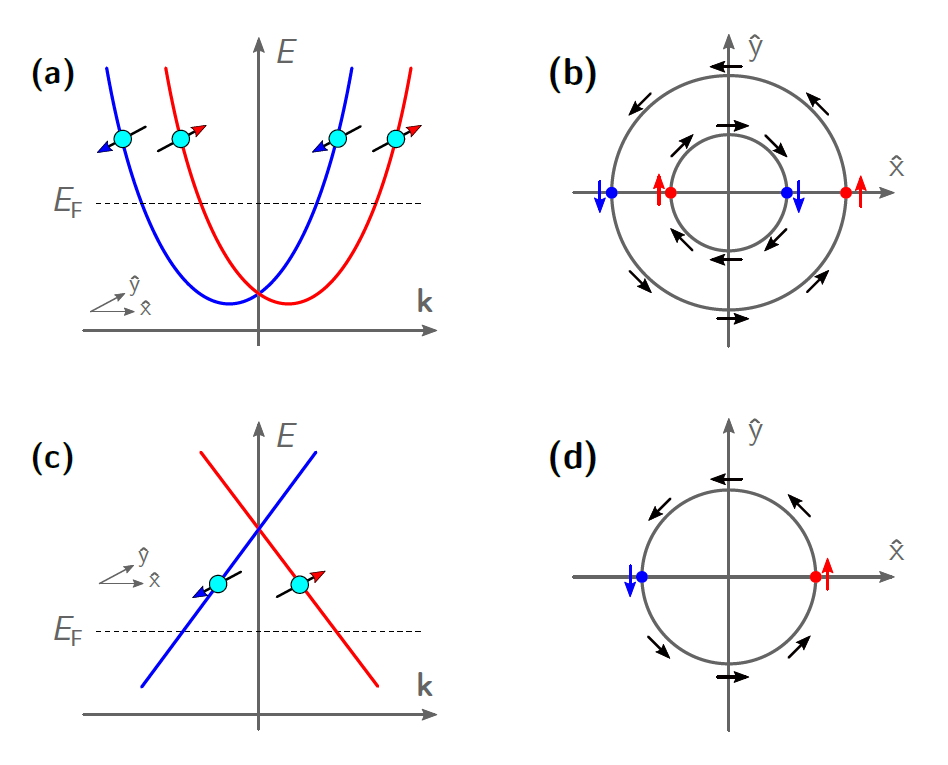
(a) i (c) representen les relacions de dispersió, respectivament, produïdes per l'efecte Rashba i a la superfície dels aïllants topològics. (b) i (d) representen els comptes de Fermi en aquests dos casos.

L'efecte Rashba, també anomenat efecte Bychkov-Rashba, és una divisió depenent del moment de les bandes d'espín en cristalls a granel i sistemes de matèria condensada de dimensions baixes (com les heteroestructures i els estats superficials ) similar a la divisió de partícules i antipartícules a l'Hamiltonià de Dirac. La divisió és un efecte combinat de la interacció espín-òrbita i l'asimetria del potencial del cristall, en particular en la direcció perpendicular al pla bidimensional (tal com s'aplica a superfícies i heteroestructures). Aquest efecte rep el seu nom en honor a Emmanuel Rashba, que el va descobrir amb Valentin I. Sheka el 1959 per als sistemes tridimensionals i després amb Yurii A. Bychkov el 1984 per als sistemes bidimensionals.
Notablement, aquest efecte pot impulsar una gran varietat de fenòmens físics nous, especialment el funcionament de girs electrònics mitjançant camps elèctrics, fins i tot quan es tracta d'una petita correcció a l'estructura de la banda de l'estat metàl·lic bidimensional. Un exemple d'un fenomen físic que es pot explicar pel model de Rashba és la magnetoresistència anisotròpica (AMR).
A més, es suggereixen superconductors amb gran divisió de Rashba com a possibles realitzacions de l'esquivós estat Fulde–Ferrell–Larkin–Ovchinnikov (FFLO), fermions de Majorana i superconductors topològics d'ona p.
Darrerament, s'ha realitzat un acoblament pseudospin-òrbita dependent del moment en sistemes d'àtoms freds.

## Hamiltonià
L'efecte Rashba es veu més fàcilment en el model hamiltonià simple conegut com a Hamiltonià Rashba
{\displaystyle H_{\rm {R}}=\alpha ({\hat {z}}\times \mathbf {p} )\cdot {\boldsymbol {\sigma }}}
on {\displaystyle \alpha } és l'acoblament Rashba, {\displaystyle \mathbf {p} } és l'impuls i {\displaystyle {\boldsymbol {\sigma }}} és el vector matriu de Pauli. Això no és més que una versió bidimensional de l'Hamiltonià de Dirac (amb una rotació de 90 graus dels girs).
El model de Rashba en sòlids es pot derivar en el marc de la teoria de la pertorbació k·p o des del punt de vista d'una aproximació d'unió estreta. Tanmateix, els detalls d'aquests mètodes es consideren tediosos i molts prefereixen un model de joguina intuïtiu que ofereixi qualitativament la mateixa física (quantitativament dóna una mala estimació de l'acoblament). {\textstyle \alpha } ). Aquí presentarem l'enfocament intuïtiu del model de joguina seguit d'un esbós d'una derivació més precisa.

## Derivació primera
L'efecte Rashba és un resultat directe de la ruptura de la simetria d'inversió en la direcció perpendicular al pla bidimensional. Per tant, afegim a l'hammiltonià un terme que trenca aquesta simetria en forma de camp elèctric
{\displaystyle H_{\rm {E}}=-E_{0}ez}
A causa de correccions relativistes, un electró que es mou amb velocitat v en el camp elèctric experimentarà un camp magnètic efectiu B
{\displaystyle \mathbf {B} =-(\mathbf {v} \times \mathbf {E} )/c^{2}}
on {\displaystyle c} és la velocitat de la llum. Aquest camp magnètic s'acobla a l'espín de l'electró en un terme d'espín-òrbita
{\displaystyle H_{\mathrm {SO} }={\frac {g\mu _{\rm {B}}}{2c^{2}}}(\mathbf {v} \times \mathbf {E} )\cdot {\boldsymbol {\sigma }}}
on {\displaystyle -g\mu _{\rm {B}}\mathbf {\sigma } /2} és el moment magnètic de l'electró.

## Aplicació
Espintrònica: els dispositius electrònics es basen en la capacitat de manipular la posició dels electrons mitjançant camps elèctrics. De la mateixa manera, els dispositius es poden basar en la manipulació del grau de llibertat de spin. L'efecte Rashba permet manipular el gir pels mateixos mitjans, és a dir, sense l'ajuda d'un camp magnètic. Aquests dispositius tenen molts avantatges respecte als seus homòlegs electrònics.
Càlcul quàntic topològic - Darrerament s'ha suggerit que l'efecte Rashba es pot utilitzar per realitzar un superconductor d'ona p. Aquest superconductor té estats extrems molt especials que es coneixen com a estats lligats de Majorana. La no localitat els immunitza a la dispersió local i, per tant, es preveu que tinguin temps de coherència llargs. La decoherència és una de les barreres més grans en el camí per realitzar un ordinador quàntic a gran escala i, per tant, aquests estats immunitaris es consideren bons candidats per a un bit quàntic.
Descobriment de l'efecte Rashba gegant amb {\displaystyle \alpha } d'uns 5 eV•Å en cristalls a granel com BiTeI, GeTe ferroelèctric, i en una sèrie de sistemes de dimensions baixes prometen crear dispositius que facin funcionar els girs dels electrons a nanoescala i que posseeixin temps operatius curts.